# Strangelove (Lied)
Strangelove ist ein Lied der britischen Synth-Rock- und Synthiepop-Band Depeche Mode, das im April 1987 erschien.

## Entstehung und Veröffentlichung
Getextet und komponiert wurde der Midtempo-Synthiepop-Titel alleine von Depeche-Mode-Mitglied Martin Gore. Für die Produktion zeichneten alle Bandmitglieder sowie David Bascombe verantwortlich. Die Aufnahmen und der Mix fanden im Studio Guillaume Tell, Paris, statt.
Die Erstveröffentlichung von Strangelove erfolgte als Single am 13. April 1987 bei Mute Records. Diese erschien als 7″-Single mit der B-Seite Pimpf (Katalognummer: BONG 13). Im gleichen Zeitraum erschien auch eine 12″-Single, die unter anderem um das Instrumentalstück Agent Orange erweitert wurde. Am 28. September desselben Jahres erschien das Lied als Teil des sechsten Studioalbums Music for the Masses (Katalognummer: 846.833), dessen erste Singleauskopplung es ist. Die Singleversion wurde von der Band als zu poppig und überfrachtet befunden, weswegen Daniel Miller für das Album einen reduzierten Mix anfertigte. Später wurde eine Remixversion von Bomb the Bass (Tim Simenon; der spätere Produzent von Ultra) in den Vereinigten Staaten als Strangelove ’88 veröffentlicht, da die dortige Plattenfirma Sire Records der Ansicht war, dass Strangelove dort noch nicht erfolgreich genug gewesen sei.

## Musikvideos
Regisseur des ersten Musikvideos war erneut Anton Corbijn, der es mit einer Super-8-Kamera zum großen Teil in Paris filmte. Auch für Pimpf wurde für die Video-Kompilation Strange von diesem ein Video gedreht. Strangelove zählte bis Februar 2024 über 103 Millionen Aufrufe auf der Videoplattform YouTube. Das Video zu Strangelove ’88 wurde von Martyn Atkins gedreht. Es zeigt die Bandmitglieder in reduzierterer Form in Säulenhallen im Senate House in London und vor weißen Hochhauskulissen sowie projizierten Schriftzügen und Symbolen. Dieses Video zählte bis Februar 2024 über 51 Millionen Aufrufe auf YouTube.

## Kommerzieller Erfolg

### Chartplatzierungen
Strangelove avancierte zum Top-10-Hit in Deutschland (Rang 2), der Schweiz (Rang 3) und Schweden (Rang 5). In Deutschland musste es sich lediglich zwei Wochen in Folge Madonnas La Isla Bonita geschlagen geben. Darüber hinaus erreichte die Single Chartplatzierungen im Vereinigten Königreich (Rang 16), Belgien-Flandern (Rang 20), den Niederlanden (Rang 24), Frankreich (Rang 25), Österreich (Rang 29) und den Vereinigten Staaten (Rang 50).
| ChartsChartplatzierungen       | Höchstplatzierung | Wochen/ Monate |
| ------------------------------ | ----------------- | -------------- |
| Deutschland (GfK)              | 2 (15 Wo.)        | 15 Wo.         |
| Österreich (Ö3)                | 29 (0,5 Mt.)      | 0,5 Mt.        |
| Schweiz (IFPI)                 | 3 (13 Wo.)        | 13 Wo.         |
| Vereinigte Staaten (Billboard) | 50 (15 Wo.)       | 15 Wo.         |
| Vereinigtes Königreich (OCC)   | 16 (5 Wo.)        | 5 Wo.          |

| ChartsJahrescharts (1987) | Platzierung |
| ------------------------- | ----------- |
| Deutschland (GfK)         | 43          |
| Schweiz (IFPI)            | 24          |

### Auszeichnungen für Musikverkäufe
| Land/Region               | Auszeichnungen für Musikverkäufe (Land/Region, Auszeichnung, Verkäufe) | Verkäufe |
| ------------------------- | ---------------------------------------------------------------------- | -------- |
| Vereinigte Staaten (RIAA) | Gold                                                                   | 500.000  |
| Insgesamt                 | 1× Gold ·                                                              | 500.000  |

Hauptartikel: Depeche Mode/Auszeichnungen für Musikverkäufe